# Lijst van werken van Piet Mondriaan
Hieronder volgt een (incomplete) lijst met werken van de Nederlandse kunstschilder Piet Mondriaan.
| Datering      | Titel                                                                        | Type                 | Verblijfplaats                                           | Afbeelding |
| ------------- | ---------------------------------------------------------------------------- | -------------------- | -------------------------------------------------------- | ---------- |
| 1890          | Dubbele calvijnappelen                                                       | Schilderij           | Onbekend                                                 |            |
| 1891          | Geschoten haas                                                               | Schilderij           | Kunstmuseum Den Haag, Den Haag                           |            |
| 1894-1897     | Boerderij met hooiberg                                                       | Schilderij           | Kunstmuseum Den Haag, Den Haag                           |            |
| Ca. 1897      | Boerderij met wasgoed aan de lijn                                            | Schilderij           | Kunstmuseum Den Haag, Den Haag                           |            |
| 1897-1898     | Hooischelf                                                                   | Tekening             | Kunstmuseum Den Haag, Den Haag                           |            |
| Ca. 1898-1901 | Kerkgang                                                                     | Aquarel              | Villa Mondriaan, Winterswijk                             |            |
| 1899 (?)      | Op de Lappenbrink te Winterswijk                                             | Tekening             | Rijksmuseum Amsterdam, Amsterdam                         |            |
| Ca. 1899      | De Koninklijke Waskaarsenfabriek aan de Boerenwetering                       | Tekening             | Stadsarchief Amsterdam, Amsterdam                        |            |
| Ca. 1900      | Zelfportret                                                                  | Schilderij           | Phillips Collection, Washington                          |            |
| 1900-1901     | Meisjesportret met bloemen                                                   | Schilderij           | Kunstmuseum Den Haag, Den Haag                           |            |
| 1901          | Portret van Elisabeth Cavalini                                               | Schilderij           | Mondriaanhuis, Amersfoort                                |            |
| 1901-1903     | Grazende kalfjes                                                             | Schilderij           | Privécollectie                                           |            |
| Ca. 1902-1903 | Gedeeltelijk gezicht op de Broekzijdse Molen aan het Gein                    | Schilderij           | Museum of Modern Art, New York                           |            |
| Ca. 1903      | Oostzijdse molen aan het Gein bij maanlicht                                  | Schilderij           | Rijksmuseum Amsterdam, Amsterdam                         |            |
| 1904          | Brabants boerenerf                                                           | Schilderij           | Allen Memorial Art Museum, Oberlin (Ohio)                |            |
| 1904          | Molen te Heeswijk                                                            | Schilderij           | Noordbrabants Museum, 's-Hertogenbosch                   |            |
| Ca. 1905      | Broekzijdse Molen aan het Gein                                               | Schilderij           | Museum Kunst der Westküste, Alkersum                     |            |
| Ca. 1905      | Ex libris voor Emmy E. Seelig                                                | Prent                | Kunstmuseum Den Haag, Den Haag                           |            |
| Ca. 1905      | Ex libris voor Emmy E. Seelig                                                | Prent                | Rijksmuseum Amsterdam, Amsterdam                         |            |
| 1905-1907     | Stammermolen met gestreepte lucht                                            | Schilderij           | Onbekend                                                 |            |
| 1905-1906     | Bomenrij in drassig landschap, bij Duivendrecht                              | Tekening             | Frans Hals Museum, Haarlem                               |            |
| Ca. 1906      | Molen met zomerhuis II                                                       | Schilderij           | Metropolitan Museum of Art, New York                     |            |
| 1906          | Chrysanthemum                                                                | Schilderij           | Cleveland Museum of Art, Cleveland                       |            |
| 1907          | Landschap bij nacht                                                          | Schilderij           | Kunstmuseum Den Haag, Den Haag                           |            |
| Ca. 1901-1908 | Passiebloem                                                                  | Tekening             | Kunstmuseum Den Haag, Den Haag                           |            |
| Ca. 1907      | De Oostzijdse Molen aan het Gein                                             | Schilderij           | Onbekend                                                 |            |
| Ca. 1907      | Molen bij maanlicht                                                          | Schilderij           | Kunstmuseum Den Haag, Den Haag                           |            |
| 1907          | Bomen aan het Gein: opkomende maan                                           | Tekening             | Kunstmuseum Den Haag, Den Haag                           |            |
| 1907          | Bomen aan het Gein: opkomende maan                                           | Schilderij           | Kunstmuseum Den Haag, Den Haag                           |            |
| Ca. 1907      | Bos Oele                                                                     | Schilderij           | Cleveland Museum of Art, Cleveland                       |            |
| Ca. 1907      | Rode Amaryllis op blauwe achtergrond                                         | Tekening             | Museum of Modern Art, New York                           |            |
| 1907-1908     | De Oostzijdse molen bij avond                                                | Schilderij           | Kunstmuseum Den Haag, Den Haag                           |            |
| 1908          | Devotie                                                                      | Schilderij           | Kunstmuseum Den Haag, Den Haag                           |            |
| 1908          | Metamorfose                                                                  | Schilderij           | Kunstmuseum Den Haag, Den Haag                           |            |
| 1908          | Molen in zonlicht                                                            | Schilderij           | Kunstmuseum Den Haag, Den Haag                           |            |
| 1908          | Molen bij Domburg                                                            | Schilderij           | Kunstmuseum Den Haag, Den Haag                           |            |
| 1908          | Bos bij Oele                                                                 | Schilderij           | Kunstmuseum Den Haag, Den Haag                           |            |
| 1908          | Vuurtoren bij Westkapelle                                                    | Schilderij           | Kunstmuseum Den Haag, Den Haag                           |            |
| 1908          | Anemonen in een vaas                                                         | Schilderij           | Singer Museum, Laren                                     |            |
| 1908-1910     | De rode boom                                                                 | Schilderij           | Kunstmuseum Den Haag, Den Haag                           |            |
| 1908-1909     | Chrysanthemum                                                                | Tekening             | Solomon R. Guggenheim Museum, New York                   |            |
| 1909          | Gezicht op strand en pier vanaf de duinen, Domburg                           | Schilderij           | Museum of Modern Art, New York                           |            |
| 1909          | Duin I                                                                       | Schilderij           | Kunstmuseum Den Haag, Den Haag                           |            |
| 1909          | Duin III                                                                     | Schilderij           | Kunstmuseum Den Haag, Den Haag                           |            |
| 1909          | Kerk te Domburg                                                              | Schilderij           | Kunstmuseum Den Haag, Den Haag                           |            |
| 1909          | Vuurtoren bij Westkapelle                                                    | Tekening             | Kunstmuseum Den Haag, Den Haag                           |            |
| 1911          | Zeeuwse kerktoren                                                            | Schilderij           | Kunstmuseum Den Haag, Den Haag                           |            |
| 1911          | De rode molen                                                                | Schilderij           | Kunstmuseum Den Haag, Den Haag                           |            |
| 1911          | Evolutie                                                                     | Schilderij           | Kunstmuseum Den Haag, Den Haag                           |            |
| 1911          | Horizontale boom                                                             | Schilderij           | Munson-Williams-Proctor Arts Institute, Utica (New York) |            |
| 1911-1912     | Stilleven met gemberpot I                                                    | Schilderij           | Solomon R. Guggenheim Museum, New York                   |            |
| 1912          | Stilleven met gemberpot II                                                   | Schilderij           | Solomon R. Guggenheim Museum, New York                   |            |
| 1912          | Bloeiende appelboom                                                          | Schilderij           | Kunstmuseum Den Haag, Den Haag                           |            |
| Ca. 1912      | Appelboom                                                                    | Tekening             | Museum of Fine Arts, Boston                              |            |
| Ca. 1912      | Bomen                                                                        | Schilderij           | Carnegie Museum of Art, Pittsburgh                       |            |
| 1912-1913     | Compositie bomen II                                                          | Schilderij           | Kunstmuseum Den Haag, Den Haag                           |            |
| 1913          | Compositie no. II                                                            | Schilderij           | Kröller-Müller Museum, Otterlo                           |            |
| 1913          | Tableau No. 2/Compositie No. VII                                             | Schilderij           | Solomon R. Guggenheim Museum, New York                   |            |
| 1913          | Compositie XIV                                                               | Schilderij           | Van Abbemuseum, Eindhoven                                |            |
| 1914          | Studie voor Tableau III                                                      | Tekening             | Peggy Guggenheim Collection, Venetië                     |            |
| 1913          | Tableau III, Compositie in ovaal (bomen)                                     | Schilderij (?)       | Stedelijk Museum Amsterdam, Amsterdam                    |            |
| 1914          | Compositie in ovaal met kleurvlakken 1                                       | Schilderij           | Museum of Modern Art, New York                           |            |
| 1914          | Tableau no. 2/Compositie no. V                                               | Schilderij           | Museum of Modern Art, New York                           |            |
| 1914          | Compositie 8                                                                 | Schilderij           | Solomon R. Guggenheim Museum, New York                   |            |
| Ca. 1914      | Kerk te Domburg                                                              | Tekening             | Kunstmuseum Den Haag, Den Haag                           |            |
| 1915          | Tekening                                                                     | Tekening             | Onbekend                                                 |            |
| 1915          | De zee                                                                       | Tekening             | Peggy Guggenheim Collection, Venetië                     |            |
| 1915          | Compositie 10 in zwart wit (Pier en Oceaan)                                  | Schilderij           | Kröller-Müller Museum, Otterlo                           |            |
| Ca. 1916      | Boerderij bij Duivendrecht                                                   | Schilderij           | Art Institute of Chicago, Chicago                        |            |
| 1916-1917     | Compositie in lijn                                                           | Schilderij           | Kröller-Müller Museum, Otterlo                           |            |
| 1917          | Compositie in kleur B                                                        | Schilderij           | Kröller-Müller Museum, Otterlo                           |            |
| 1917          | Compositie met kleurvlakjes                                                  | Schilderij           | Museum Boijmans Van Beuningen                            |            |
| 1918          | Compositie met kleurvlakken en grijze lijnen 1                               | Schilderij           | Privéverzameling                                         |            |
| 1918          | Compositie met kleurvlakken en grijze lijnen                                 | Schilderij           | Onbekend                                                 |            |
| 1918          | Compositie met grijs en lichtbruin                                           | Schilderij           | Museum of Fine Arts, Houston                             |            |
| 1919          | Compositie met raster 6: ruit, compositie met kleuren                        | Schilderij           | Kröller-Müller Museum, Otterlo                           |            |
| 1919          | Compositie met raster 9: compositie dambord met lichte kleuren               | Schilderij           | Kunstmuseum Den Haag, Den Haag                           |            |
| 1919-1920     | Grote compositie A met zwart, rood, grijs, geel en blauw                     | Schilderij           | Galleria nazionale d'arte moderna e contemporanea, Rome  |            |
| 1920          | Lay-out van De Stijl                                                         | Typografisch ontwerp | Rijksbureau voor Kunsthistorische Documentatie, Den Haag |            |
| 1921          | Compositie                                                                   | Schilderij           | Metropolitan Museum of Art, New York                     |            |
| 1921          | Schilderij I                                                                 | Schilderij           | Kunstmuseum, Den Haag                                    |            |
| 1921          | Tableau I                                                                    | Schilderij           | Museum Ludwig, Keulen                                    |            |
| 1921          | Ruitvormige compositie met geel, zwart, blauw, rood en grijs                 | Schilderij           | Art Institute of Chicago, Chicago                        |            |
| 1921          | Compositie met groot rood vlak, geel, zwart, grijs en blauw                  | Schilderij           | Kunstmuseum Den Haag, Den Haag                           |            |
| 1922          | Compositie met blauw, geel, rood, zwart en grijs                             | Schilderij           | Stedelijk Museum Amsterdam                               |            |
| Ca. 1924-1925 | Tableau No. IV. Ruitvormige Compositie met Rood, Grijs, Blauw, Geel en Zwart | Schilderij           | National Gallery of Art, Washington                      |            |
| 1926          | Tableau I: Ruit met vier lijnen en grijs                                     | Schilderij           | Museum of Modern Art, New York                           |            |
| 1927          | Compositie no. III met rood, geel en blauw                                   | Schilderij           | Stedelijk Museum Amsterdam, Amsterdam                    |            |
| 1927          | Compositie met rood, geel en blauw                                           | Schilderij           | Cleveland Museum of Art, Cleveland                       |            |
| 1927          | Compositie met rood, geel en blauw                                           | Schilderij           | Kröller-Müller Museum, Otterlo                           |            |
| 1929          | Compositie No. III. Foxtrot B met zwart, rood, blauw en geel                 | Schilderij           | Yale University Art Gallery, New Haven                   |            |
| 1930          | Compositie met rood, blauw en geel                                           | Schilderij           | Kunsthaus Zürich                                         |            |
| 1931          | Compositie met twee lijnen                                                   | Schilderij           | Stedelijk Museum Amsterdam, Amsterdam                    |            |
| 1932          | Compositie met dubbele lijn en geel                                          | Schilderij           | Scottish Gallery of Modern Art, Edinburgh                |            |
| 1935          | Compositie (Nr. 1) Grijs-Rood                                                | Schilderij           | Art Institute of Chicago, Chicago                        |            |
| 1935          | Compositie met blauw en geel                                                 | Schilderij           | Hirshhorn Museum and Sculpture Garden, Washington        |            |
| 1936          | Compositie in wit, zwart en rood                                             | Schilderij           | Museum of Modern Art, New York                           |            |
| 1936-1942     | Compositie No. 12 met blauw                                                  | Schilderij           | National Gallery of Canada, Ottawa                       |            |
| 1938-1939     | Compositie No. 1 met grijs en rood 1938 / Compositie met rood 1939           | Schilderij           | Peggy Guggenheim Collection, Venetië                     |            |
| 1939-1943     | Trafalgar Square                                                             | Schilderij           | Museum of Modern Art, New York                           |            |
| 1942-1943     | Broadway Boogie Woogie                                                       | Schilderij           | Museum of Modern Art, New York                           |            |
| 1942-1944     | Victory Boogie Woogie                                                        | Schilderij           | Kunstmuseum Den Haag, Den Haag                           |            |